# Médico Interno
Médico Interno, la primera novela de Robin Cook y muy diferente de sus thrillers, sigue el viaje del médico interno residente Peters a lo largo de su primer año de residencia. 

## Introducción de la trama
Se muestra una perspectiva privilegiada del mundo de la medicina. Mientras el Dr. Peter se convierte en médico, se destruye a sí mismo como persona debido a un trabajo agobiante y diversas preocupaciones.
Comenzó a escribir el libro durante su servicio en un submarino, basándolo en sus experiencias como médico residente. Cuando no le fue bien, comenzó un estudio extensivo de otros libros en el género para ver qué lo haría un éxito de ventas. Decidió concentrarse en los thrillers médicos de suspense, mezclando asesinatos en serie e intriga con tecnología médica. También trajo polémicas de cuestiones éticas y problemas sociales que afectaban a la profesión médica y a la atención al público en general. 